# Wilma Landwehr
Wilma Landwehr (geboren als Wilma Mahlstedt 5. Januar 1913 in Bremen; gestorben 8. August 1981 ebenda) war eine bremische Politikerin (KPD/SPD) und Bürgerschaftsabgeordnete.

## Biografie
Wilma Mahlstedt war die Tochter des Formers Johann Mahlstedt und der Elisabeth Polcher, sie hatte einen Bruder. Sie besuchte die Reformschule an der Schleswiger Straße und die hauswirtschaftlichen Berufsschule. Mit 15 Jahren wurde sie Fabrikarbeiterin und engagierte sich gewerkschaftlich. 1928 wurde sie bereits Mitglied des Kommunistischen Jugendverbandes und später der KPD. Sie heiratete 1930 den KJVD-Sekretär Heinrich Landwehr; beide zogen 1932 nach Breslau. 1933 emigrierte das Paar nach Moskau. Es wurde um 1937 nach Rostow am Don „verbannt“, wo sie als Industriearbeiterin tätig war. Nach dem Hitler-Stalin-Pakt von 1939 wurden die beiden Landwehrs trotz ihrer kommunistischen Biografie im Rahmen der Verfolgung von Deutschstämmigen durch die Sowjetunion nach Deutschland ausgewiesen. So erlebten sie die Tragik der von der Sowjetunion an die Nationalsozialisten überstellten, also schlicht „verratenen“ Kommunisten und Sozialdemokraten. 1939, kurz nach der Ankunft in Deutschland, verstarb ihre kleine Tochter. Nach ihrer Haft in Gestapo-Gewahrsam arbeitete sie im Zweiten Weltkrieg bei den Atlaswerken unter anderem als Dolmetscherin für russische Zwangsarbeiter.  
Nach dem Krieg traten die Landwehrs in die SPD ein. Wilma Landwehr war in verschiedenen Parteifunktionen tätig unter anderem als Mitglied des Unterbezirksvorstandes von Bremen, und im Ostertor leitete sie die Frauengruppe. Ab 1949 war sie im öffentlichen Dienst der Verwaltung in Bremen beschäftigt. 1963, nach dem Tode von Anna Stiegler, wurde sie Vorsitzende der Arbeitsgemeinschaften Sozialdemokratischer Frauen (ASF) in der SPD Bremen.
Von 1950 bis 1971 war Landwehr 21 Jahre lang Mitglied der Bremischen Bürgerschaft und hier in verschiedenen Ausschüssen und Deputationen tätig. Als Sprecherin der Bildungsdeputation wurde sie in Bremen bekannt. Sie kämpfte für den Erhalt der 1949 eingeführten sechsjährigen Grundschule; 1955 wurde jedoch die vierjährige Grundschule auch in Bremen eingeführt. Sie war im Untersuchungsausschuss zur Baulandaffäre vertreten und  im Parlamentsausschuss zur Erarbeitung eines Hochschulgesetzes. Als ihr Mann, der  langjährig Sekretär der SPD-Landesorganisation war, pflegebedürftig wurde, schied sie aus dem Parlament aus.